# 神宮輝夫
神宮 輝夫（じんぐう てるお、1932年2月26日 - 2021年8月4日）は、日本の児童文学者・翻訳家・研究家。青山学院大学名誉教授。

## 来歴
群馬県高崎市生まれ。旧制・群馬県立高崎中学校、旧制・第一早稲田高等学院を経て、早稲田大学第一文学部英文科卒業、早稲田大学大学院文学研究科英文学専攻修士課程修了。在学中から早大童話会に参加し、鳥越信、古田足日、山中恒らと活躍。「小さい仲間」の同人となる。
英国児童文学の翻訳を精力的に続け、アーサー・ランサム全集のほか、リチャード・アダムズ『ウォーターシップ・ダウンのうさぎたち』、モーリス・センダック『かいじゅうたちのいるところ』、ジョン・ロウ・タウンゼンド『アーノルドのはげしい夏』、ウィリアム・メイン、ロイド・アリグザンダー、アラン・ガーナーなど、戦後の代表的な作品の多くを手がけた。また、自身による創作・評論なども多数ある。
1964年、『世界児童文学案内』で日本児童文学者協会賞、1966年、サンケイ児童出版文化賞。1968年、『アーサー・ランサム全集』で児童福祉文化賞、2009年、国際グリム賞受賞。青山学院大学教授、白百合女子大学教授、野間児童文芸賞、巖谷小波文芸賞選考委員などを務めた。
2021年8月4日、間質性肺炎のため東京都世田谷区の病院で死去。89歳没。

## 作品

### 著書
- 『世界児童文学案内』（理論社） 1963
- 『キャプテン・クック』（三十書房） 1964
- 『海からきた力もち』（ポプラ社） 1969
- 『天をもちあげたヨンジー』（ポプラ社） 1969
- 『のらねこたいしょうブー』（偕成社） 1969
- 『童話への招待』（日本放送出版協会） 1970
- 『たけのこくん』（大日本図書） 1974
- 『児童文学の中の子ども』（日本放送出版協会、NHKブックス）1974
- 『現代日本の児童文学』（評論社） 1974
- 『タマタン』（偕成社） 1976
- 『てのひらのはかせさん』（講談社） 1977
- 『ブタがビラをくばるとき』（小学館） 1980
- 『現代イギリスの児童文学』（理論社） 1986
- 『現代児童文学作家対談』全10巻（偕成社） 1988 - 1992
- 『児童文学の主役たち』（日本放送出版協会、NHK市民大学）1989

### 共著
- 『親と教師のための児童文化講座第2　子どもの芸術と文学：その伝統と創造』（坪田譲治等共著、弘文堂）1961
- 『赤い鳥研究』（日本児童文学学会編、小峰書店）1965
- 『児童文学への招待』（加太こうじ、上笙一郎共著、南北社）1965

- 『英米児童文学史』（瀬田貞二、猪熊葉子共著、研究社出版） 1971
- 『世界の童話作家』（日本児童文学学会編、ほるぷ出版）1972
- 『講座日本児童文学　第3巻日本児童文学の特色』（猪熊葉子等編、明治書院）1974
- 『講座日本児童文学　第5巻現代日本児童文学史』（猪熊葉子等編、明治書院）1974
- 『イギリス児童文学の作家たち ファンタジーとリアリズム』（猪熊葉子共著、研究社出版） 1975
- 『比較文学シリーズ　欧米作家と日本近代文学　ロシア・北欧・南欧篇』（福田光治、剣持武彦、小玉晃一 編、教育出版センター）1976
- 『現代児童文学作家対談　全10巻』（偕成社）1988－
- 『児童文学の異界・魔界』（白百合怪異研究会 編、てらいんく）2006
- 『現代児童文学論集　多様化の時代に　1970-1979』（日本児童文学者協会 編、日本図書センター）2007
- 『近代童話作家資料選集　第七巻　赤い鳥、その他　赤い鳥研究・子どもと文学』（宮川健郎 編・解説、クレス出版）2015

### 編著
- 『名作にまなぶ私たちの生き方　全10巻』（小峰書店）1965-1966
- 『子供に読ませたい本』（矢崎源九郎、社会思想社）1966
- 『子どもの世界文学　全巻』（講談社）1971－
- 『世界児童文学百科　現代編』（原書房）2005
- 『佐藤さとるファンタジー全集　全16巻』（復刊ドットコム）2010－2011
- 『子どもの世紀　表現された子どもと家族像』（神宮輝夫、高田賢一、北本正章 編著、ミネルヴァ書房）2013

### 監修
- 『ほんとうはこんな本が読みたかった!  児童文学の「現在」セレクト57』（原書房）2000
- 『だから読まずにいられない 5つのキーワードで読む児童文学の「現在」新セレクト53』（原書房）2000
- 『暗くなるまで夢中で読んで 日本の子どもの本の現在セレクト62』（神宮輝夫、野上暁 監修、原書房）2002
- 『歴史との対話　十人の声』（神宮輝夫、早川敦子 監修、近代文芸社）2002

## 翻訳
- 『白い世界の魔術』（J・M・スコット、平凡社） 1957
- 『インディアンの少年』（メアリー・バフ、麦書房） 1958
- 『カモノハシ・ピーター』（アイネズ・ホーガン、麦書房） 1958
- 『海底二万マイル』（ジュール・ベルヌ、岩崎書店、ベルヌ冒険名作選集） 1959
- 『黒馬の怪盗』（ミーダー、講談社） 1960
- 『名探偵ホームズの危機』（ドイル、岩崎書店、ドイル冒険・探偵名作全集） 1960
- 『宇宙戦争』（H・G・ウェルズ、岩崎書店） 1961
- 『西部冒険旅行』（マーク・トウェーン、岩崎書店、マーク・トウェーン名作全集） 1962
- 『うみべのまちタッソー』（ウイリアム・パパズ、らくだ出版） 1962
- 『コンチキ号漂流記』（トール・ハイエルダール、偕成社） 1963
- 『中央アジア探検記』（スウェン・ヘディン、偕成社） 1964
- 『ほらふきマックス』（エーロン・ジューダ、学習研究社） 1965
- 『デビッドの秘密の旅』（ハリー・クルマン、あかね書房） 1965
- 『ちびくろサンボのぼうけん』（ヘレン・バンナーマン、偕成社） 1965
- 『とこ屋のチャーリー』（エーロン・ジューダ、学習研究社、新しい世界の童話シリーズ） 1966
- 『ダニーのすてきなおじさん』（レオナード・H・エバーズ、偕成社） 1966
- 『十一わの白いハト』（ジェイムズ・リーブズ、学習研究社） 1966
- 『魔法のうわぎ』（ウォルター・デ・ラ・メア、大日本図書） 1968
- 『魔神と木の兵隊』（P・クラーク、あかね書房） 1968
- 『チムひとりぼっち』（エドワード・アーディゾーニ、偕成社） 1968
- 『チムのいぬトーザー』（アーディゾーニ、偕成社） 1968
- 『かいていりょこう』（フレッド・フレーガー、日本パブリッシング） 1969
- 『ロバートのはなとばらのはな』（ジョーン・ハイルブロナー、日本パブリッシング） 1969
- 『女王陛下の山賊団』（ランドルフ・ストウ、偕成社） 1970
- 『アルフレッド王の戦い』（C・ウォルター・ホッジズ、岩波書店） 1971
- 『鉄の巨人と宇宙こうもり』（テッド・ヒューズ、講談社） 1971
- 『ふくろう模様の皿』（アラン・ガーナー、評論社） 1972
- 『三月のかぜ』（イネス・ライス、講談社） 1972
- 『まいごのミニー』（アネット・マッカーサー=オンスロー、小学館） 1975
- 『森の子ユーフー』（マッカーサー=オンスロー、小学館） 1975
- 『ウォーターシップ・ダウンのうさぎたち 』上・下（リチャード・アダムス、評論社） 1975、のち文庫
- 『ぼく、ひとりでいけるよ』（リリアン＝ムーア、偕成社） 1976
- 『太陽へとぶ矢 インディアンにつたわるおはなし』（ジェラルド・マクダーモット、ほるぷ出版） 1976
- 『にじにのるおとこ』（ジェイン・ヨーレン、ほるぷ出版） 1976
- 『小さな犬の小さな青い服』（ウィニフレッド・ラベル、光村図書） 1977、のち『光村ライブラリー第9巻』に収録

1977年から1991年の小学3年生国語教科書に掲載
- 『おかあさんはおでかけ』（ムーア、偕成社） 1977
- 『どっちがはやい よーいどん!』（E・T・ハード、旺文社） 1977
- 『王さまのうま』（マイケル・フォアマン、ほるぷ出版） 1980
- 『シャーディック』上・下（リチャード・アダムズ、評論社、文学の部屋） 1980 - 1982
- 『闇の戦い』（ウィリアム・メイン、岩波書店） 1980
- 『野うまになったむすめ』（ポール・ゴーブル、ほるぷ出版） 1980
- 『かえるのホップさん』（ジェニー・パートリッジ、ティビーエス・ブリタニカ） 1982
- 『とげのあるパラダイス』（エドワード・ブリッシェン、偕成社） 1982
- 『妖精物語 英語原典による昔話と童話』（アイオナ・オーピー, ピーター・オーピー、草思社） 1984
- 『ぼくの友情物語』（ロバート・リースン、ポプラ社） 1985
- 『銀色の時 イギリスファンタジー童話傑作選』（講談社文庫） 1986
- 『ギリシア神話物語』（ナサニエル・ホーソーン、新書館） 1987
- 『からすのかーさんへびたいじ』（オールダス・ハクスリー、冨山房） 1988
- 『夏至の魔法 イギリスファンタジー童話傑作選』（講談社文庫） 1988
- 『山をこえて昔の国へ』（ウィリアム・メイン、岩波少年文庫） 1989
- 『Stay up late おこしておきたい、おそくまで』（デヴィッド・バーン、マガジンハウス） 1989
- 『しあわせの王子』（オスカー・ワイルド、講談社青い鳥文庫） 1993
- 『アーサー・ランサムの生涯』（ヒュー・ブローガン、筑摩書房） 1994
- 『犬のウィリーとその他おおぜい』（ペネロピ・ライヴリー、理論社） 1998
- 『とてもすてきなわたしの学校』（ドクター・スース, J・プレラツキー、童話館出版） 1999
- 『月曜日に来たふしぎな子』（ジェイムズ・リーブズ、岩波少年文庫） 2003

### アーサー・ランサム
- 『ツバメ号とアマゾン号』（アーサー・ランサム、岩田欣三共訳、岩波少年文庫） 1958、のちアーサー・ランサム全集1 1967、のち岩波書店 世界児童文学集29 1993、のち岩波少年文庫 2010
- 『ツバメ号の伝書バト』（ランサム、岩波書店、岩波少年少女文学全集16） 1961、のちアーサー・ランサム全集6 1967、のち岩波少年文庫 2012
- 『シロクマ号となぞの鳥』（ランサム 、岩波書店） 1963、のちアーサー・ランサム全集12 1968
- 『ツバメの谷』（岩波書店、アーサー・ランサム全集2） 1967、のち岩波少年文庫 2011
- 『長い冬休み』（岩波書店、アーサー・ランサム全集4） 1967、のち岩波少年文庫 2011
- 『海へ出るつもりじゃなかった』（岩波書店、アーサー・ランサム全集7） 1967、のち岩波少年文庫 2012
- 『ひみつの海』（岩波書店、アーサー・ランサム全集8） 1967
- 『女海賊の島』（岩波書店、アーサー・ランサム全集10） 1968
- 『スカラブ号の夏休み』（岩波書店、アーサー・ランサム全集11） 1968
- 『空とぶ船と世界一のばか ロシアのむかしばなし』（ランサム、岩波書店） 1970
- 『アーサー・ランサム自伝』（アーサー・ランサム、白水社） 1984
- 『アーサー・ランサムの生涯』（ヒュー・ブローガン、筑摩書房）1994
- 『ロンドンのボヘミアン』（アーサー・ランサム、白水社） 2000
- 『ヤマネコ号の冒険』（アーサー・ランサム、岩波少年文庫） 2012
- 『オオバンクラブ物語』（アーサー・ランサム、岩波少年文庫） 2011

### エリック・リンクレーター
- 『月にふく風』（リンクレイター、講談社） 1965
- 『緑の海の海賊たち』（エリック・リンクレーター、新日本出版社） 1967
- 『変身動物園 カンガルーになった少女』（エリック・リンクレイター、晶文社） 1992

### アリソン・アトリー
- 『サム・ピッグおおそうどう』（アリソン・アトリー、童心社） 1967
- 『サム・ピッグだいかつやく』（アトリー、童心社） 1967
- 『小さな赤いめんどり』（アトリー、大日本図書） 1969
- 『グレー・ラビットとヘアとスキレルスケートにいく』（アリスン・アトリー、童話館出版、グレー・ラビットのおはなし1） 2003
- 『ねずみのラットのやっかいなしっぽ』（アリスン・アトリー、童話館出版、グレー・ラビットのおはなし2） 2003
- 『ふくろう博士のあたらしい家』（アリスン・アトリー、童話館出版、グレー・ラビットのおはなし3） 2004

### フィリップ・ターナー
- 『シェパートン大佐の時計』（フィリップ・ターナー、岩波書店） 1968
- 『ハイ・フォースの地主屋敷』（フィリップ・ターナー、岩波書店） 1969
- 『シー・ペリル号の冒険』（フィリップ・ターナー、岩波書店） 1976

### ロイド・アリグザンダー
- 『タランと角の王』（ロイド・アリグザンダー、評論社） 1972
- 『タランと黒い魔法の釜』（アリグザンダー、評論社） 1973
- 『タランとリールの城』（アリグザンダー、評論社） 1974
- 『旅人タラン』（アリグザンダー、評論社） 1976
- 『タラン・新しき王者』（アリグザンダー、評論社） 1977
- 『木の中の魔法使い』（アリグザンダー、評論社） 1977
- 『セバスチァンの大失敗』（アリグザンダー、評論社） 1977
- 『人間になりたがった猫』（アリグザンダー、評論社） 1977
- 『コルと白ぶた』（アリグザンダー、評論社） 1980
- 『フルダー・フラムとまことのたてごと』（アリグザンダー、評論社） 1980

### ロジャー・デュボアザン
- 『ベロニカ』（ロジャー・デュボアザン、日本パブリッシング、水曜文庫） 1970
- 『かばのベロニカ』（ロジャー・デュボアザン、佑学社、かばのベロニカシリーズ1） 1978
- 『みんなのベロニカ』（ロジャー・デュボアザン、佑学社、かばのベロニカシリーズ2） 1978
- 『ひとりぼっちのベロニカ』（ロジャー・デュボアザン、佑学社、かばのベロニカシリーズ3） 1978
- 『ベロニカはにんきもの』（ロジャー・デュボアザン、佑学社、かばのベロニカシリーズ4） 1979
- 『ベロニカとバースデープレゼント』（ロジャー・デュボアザン、佑学社、かばのベロニカシリーズ5） 1979

### ジョン・ロウ・タウンゼンド
- 『アーノルドのはげしい夏』（ジョン・ロウ・タウンゼンド、岩波書店） 1972
- 『海賊の島』（タウンゼンド、岩波書店） 1976
- 『ぼくのあそびば』（タウンゼンド、岩波書店） 1979
- 『未知の来訪者』（タウンゼンド、岩波書店） 1981
- 『愛ときどき曇り』（タウンゼンド、晶文社） 1988
- 『ひとりぼっち』（タウンゼンド、晶文社） 1988

### モーリス・センダック
- 『かいじゅうたちのいるところ』（モーリス・センダック、冨山房） 1975
- 『ケニーのまど』（センダック、冨山房） 1975
- 『ヘクター・プロテクターとうみのうえをふねでいったら』（センダック、冨山房） 1978
- 『アメリカワニです、こんにちは』（センダック、冨山房） 1981
- 『ジョニーのかぞえうた』（センダック、冨山房） 1981
- 『チキンスープ・ライスいり』（センダック、講談社） 1981
- 『ピエールとライオン』（センダック、冨山房） 1981
- 『まよなかのだいどころ』（センダック、冨山房） 1982
- 『わたしたちもジャックもガイもみんなホームレス』（センダック、冨山房） 1996

### その他
- 『とげのあるパラダイス　現代英米児童文学作家の発言』（エドワード＝ブリッシェン、偕成社）1982
- 『オックスフォード世界児童文学百科』監訳（マリ・プリチャード、ハンフリー・カーペンター、原書房）1999